# Alternaria
Alternaria este un gen de ciuperci aparținând clasei Dothideomycetes.
Specii de culoare închisă, în principal parazitare pe plante. De obicei, ele formează lanțuri de dictyoconidia sau fragmentoconidia. Bolile cauzate de acestea se numesc alternarioze.